# Departament de San Miguel
San Miguel és un departament de la regió oriental del Salvador, des del 12 de juny de 1824. Limita al Nord amb la República d'Hondures; a l'Est amb els departaments de Morazán i La Unión; a l'Oest amb els departaments de Cabañas i Usulután; i al Sud amb l'oceà Pacífic.
La seva capital és San Miguel. Té 2077,1 km² i una població de més de 450.000 habitants.

## Municipis
1. Carolina
2. Chapeltique
3. Chinameca
4. Chirilagua
5. Ciudad Barrios
6. Comacarán
7. El Tránsito
8. Lolotique
9. Moncagua
10. Nueva Guadalupe
11. Nuevo Edén de San Juan
12. Quelepa
13. San Antonio
14. San Gerardo
15. San Jorge
16. San Luis de la Reina
17. San Miguel
18. San Rafael
19. Sesori
20. Uluazapa

## Història
El territori va ser poblat originalment per grups lenques. Després de la fundació de la vila de San Salvador en 1525, els espanyols van encomanar al capità Luis de Moscoso la fundació de San Miguel de la Frontera, la qual va tenir lloc en 1530.
En 1865, durant el Govern de Francisco Dueñas, va ser determinat que el departament reduís la seva dimensió i es creés a costa del territori els departaments de La Unión i Usulután.
Entre les figures polítiques notables originàries d'aquest departament es troben el Capità General Gerardo Barrios, i el Capità General Miguel Santín del Castillo, els qui en sengles períodes presidencials van fer contribucions importants com la introducció de l'educació normal i les escoles públiques; i el foment al cultiu industrialitzat del cafè.